# Un homme digne de confiance
Pour plus de détails, voir Fiche technique et Distribution.
Un homme digne de confiance est un téléfilm français réalisé par Philippe Monnier, diffusé en 1997.

## Synopsis
Un veuf fait la connaissance d'une fillette.

## Fiche technique
- Titre : Un homme digne de confiance
- Réalisation : Philippe Monnier
- Scénario : Jean-Luc Seigle
- Musique : Reinhardt Wagner
- Pays d'origine : France
- Date de première diffusion : 1997

## Distribution
- Vittorio Gassman : Adriano Venturi
- Jacques Perrin : François Venturi
- Ludmila Mikaël : Eléonore Castan
- Nino Kirtadzé : Anna
- Léopoldine Serre : Aurélie Bertot
- Cécile Laligan : Mado
- Jean-Pierre Miquel : Le procureur
- Catherine Samie : La mère d'Aurélie
- Guy Laporte
- François Berland
- Olivier Pajot
- Pierre-Arnaud Juin